# 노켄다이역
노켄다이역(일본어: 能見台駅、のうけんだいえき 노켄다이에키[*])(영어: Nōkendai Station)은 일본 가나가와현 요코하마시 가나자와구에 있는 철도역이다. 역 번호는 KK48이다.
원래 역명은 야쓰사카라고 하였지만, 게이큐가 주변을 주택지로 개발하여, 서부의 언덕 위에 있는 에도 시대부터 알려진 경승지 노켄다이에 의거하여 개명되었다.

## 승강장
8량 편성 상대식 승강장 2면 2선의 지상역. 승강장은 우라가방면으로 오른쪽 커브 상에 설치되어 있어서 하행 승강장은 열차와 승강장의 틈새가 큰 곳이 있다. 승강장의 상공에 교상 역사를 갖지만, 역전 광장과 버스터미널은 서쪽의 돈대에 설치되어 있기 때문에 지상역사 같이 보인다.
| 1 | ■본선 | 가나자와분코・요코스카추오・우라가・미우라카이간 방면 |
| 2 | ■본선 | 요코하마・게이큐 가와사키・시나가와・신바시 방면      |

## 역세권 정보
- 노켄다이 역전 우체국
- 국도 16호선
- 요코하마 중・고등학교
- 세이유 백화점 노켄다이 점
- Royal Host 노켄다이 점

## 역사
- 1944년 5월 10일: 야쓰사카역으로써 개업, 당시엔 군수공장을 위한 역이였다.
- 1969년: 현재 위치로 이동, 교상역이 됨.
- 1982년 12월 1일: 노켄다이역으로 개명, 동시에 역사 신축, 버스터미널 설치.
- 1983년 5월 2일: 시간표 개정에 의해 아침 시간대 상행급행의 임시정차역이 됨.
- 1999년 7월 31일: 백지시간표 개정에 의해 게이큐 가마타 이남의 급행열차가 폐지되어 보통 열차만 정차역이 됨.
- 2010년
  - 3월: 엘리베이터 설치.
  - 5월 16일: 시간표개정에 의해 에어포트급행의 정차역이 됨.

## 갤러리

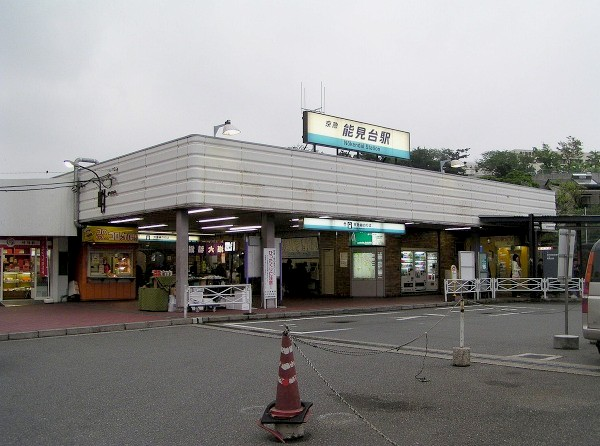
2006년 역사
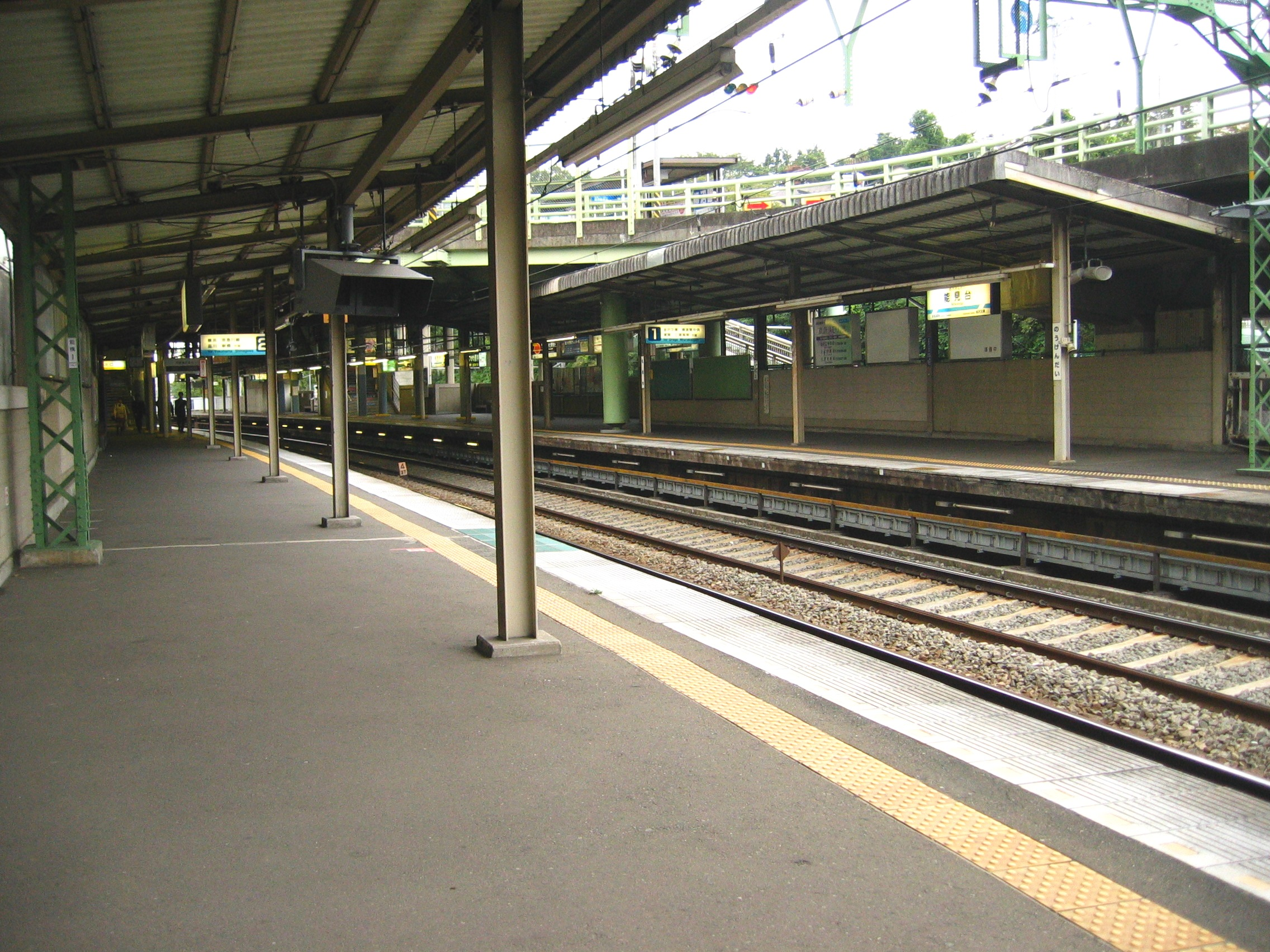
2007년 승강장

## 인접역
| 게이힌 급행 전철 ■ 본선                    | 게이힌 급행 전철 ■ 본선 | 게이힌 급행 전철 ■ 본선                   |
| ------------------------------------------ | ----------------------- | ----------------------------------------- |
| KK46 스기타 하네다 공항 제1·제2터미널 방면 | ■ 에어포트 급행         | 가나자와분코 KK49 즈시·하야마 방면        |
| KK47 게이큐 도미오카 시나가와 방면         | ■ 보통                  | 가나자와분코 KK49 우라가・미사키구치 방면 |